# 37607 Regineolsen
37607 Regineolsen è un asteroide della fascia principale. Scoperto nel 1992, presenta un'orbita caratterizzata da un semiasse maggiore pari a 2,3636329 UA e da un'eccentricità di 0,1971564, inclinata di 5,86631° rispetto all'eclittica.